# Cosmarium obtusatum
Cosmarium obtusatum  là một loài Song tinh tảo trong họ Desmidiaceae, thuộc chi Cosmarium.